# Tripanurga importuna
Tripanurga importuna är en tvåvingeart som först beskrevs av Walker 1849.  Tripanurga importuna ingår i släktet Tripanurga och familjen köttflugor. Inga underarter finns listade i Catalogue of Life.